# Psychinae
A Psychinae a valódi lepkék (Glossata) alrendjébe tartozó zsákhordó lepkefélék (Psychidae) családjának egyik alcsaládja.

## Rendszertani felosztása a magyarországi fajokkal
Az alcsaládot két nemzetségre és további két, nemzetségbe nem sorolt nemre tagolják:
1. Peloponnesiini  nemzetség egy nemmel
- Peloponnesia (Sieder, 1959) legalább három fajjal

2. Psychini nemzetség 16 nemmel:
- Anaproutia (Lewin, 1949)
  - szürkésbarna zsákhordó lepke (Anaproutia comitella Bruand, 1853)
- Armidalia
- Atelopsycha
- Bacotia (Tutt, 1899)
  - zuzmóevő zsákhordó lepke (Bacotia claustrella Bruand, 1845)
- Bruandia (Tutt, 1900) 5 fajjal
- Ceratonetha (A.N. Diakonoff, 1947) 1 fajjal
- Eriochrysis (Meyrick, 1937) 1 fajjal
- Heckmeyeria
- Ilygenes (Meyrick, 1938) 1 fajjal
- Lamyristis (Meyrick, 1911) 1 fajjal
- Luffia (Tutt, 1899) 15 fajjal
- Mauropterix
- Proutia (Tutt, 1899)
  - nyírfa-zsákhordólepke (Proutia betulina Zeller, 1839)
- Psyche (Schrank, 1801)
  - fényes zsákhordó lepke (Psyche casta Pallas, 1767)
  - vaskos zsákhordó lepke (Psyche crassiorella Bruand, 1851)
- Tayalopsyche
- Themeliotis (Meyrick, 1910)

3. Nemzetségen kívül 2 nem:
- Epaleura
- Ilygenes